# Profundo carmesí
Profundo carmesí è un film del 1996 diretto da Arturo Ripstein.
Il film si ispira alla vicenda di due personaggi realmente esistiti, i coniugi statunitensi Raymond Fernandez e Martha Beck, che negli anni '40 uccidevano donne conosciute tramite annunci nelle rubriche per cuori solitari. La stessa vicenda viene ripresa nel film I killers della luna di miele di Leonard Kastle. 

## Trama
A partire da un fatto realmente accaduto, si narra la carriera criminale di una coppia formata da un truffatore e un'infermiera. 

## Riconoscimenti
- Premio Ariel

1997 - Miglior attrice a Regina Orozco
1997 - Migliore attore a Daniel Giménez Cacho
- 53ª Mostra internazionale d’arte cinematografica di Venezia

1996 - Osella d'oro per la migliore sceneggiatura
1996 - Osella d'oro per la miglior colonna sonora originale
1996 - Osella d'oro per la miglior scenografia